# Marco Pagani
Marco Pagani (Borgomanero, 26 dicembre 1955) è un doppiatore, direttore del doppiaggio e attore italiano.

## Attore

### Cinema
- Così è la vita, regia di Aldo, Giovanni e Giacomo e Massimo Venier (1998)
- Chiedimi se sono felice, regia di Aldo, Giovanni & Giacomo e Massimo Venier (2000)
- La banda dei Babbi Natale, regia di Paolo Genovese (2010)

### Televisione
- L'enigma Tewanna Ray (2006)

### Teatro
- . 1986/1988 Teatro del buratto

“Hello George” regia di M.Bartoli
“La casa di frontiera” regia di M.Schmidt
- . 1992/1996 Zelig

“Aria viziata” con Marina Massironi regia di Giovanni Storti
- . 1997/1998 Teatro Libero Palermo

“El Salvador” regia di B.Mazzone
- . 2001 Comp. Marina Massironi

“Andre’Le Magnifique” regia di R.Cara
- . 2003/2010 Teatro del Buratto

“Destinatario sconosciuto “regia di G.Calindri 
- . 2007/2008 Compagnia O.L.D.S

“Coniglio con le olive” testo e regia di Marco Pagani
- . 2012/2014 Teatro Verdi

“Il Contrabbasso” regia di G.Massiotta
- . 2014 Torino

“Re Lear” regia di O.Corbetta

## Doppiaggio

### Film
- Boris Ruiz in Con gli occhi dell'assassino
- John Pais in Denti, I Love Movies
- Chris Noth in My One and Only
- Kerry Casey in Power Rangers - Il film
- Bill McKinney in Undertow
- Ketsuhiko Sasaki in Godzilla contro King Ghidorah
- Ryō Ishibashi in Audition
- Hie-bong Byeon in Memories of Murder
- Michael Damian in No Witness – Nessun testimone
- Patrick Gallagher in The House of the Dead 2 - Uccidili... prima che uccidano te

### Serie televisive
- Bob Saget in How I Met Your Mother
- W. Earl Brown in Preacher
- Eric Allan Kramer in Casa Hughley
- Kerrigan Mahan in Power Rangers
- David Fletcher in Beetleborgs - Quando si scatena il vento dell'avventura

### Soap opera
- Anthony Addabbo e John Fiore (2ª voce) in Sentieri
- Antonio Lozano in Una vita

### Film d'animazione
- Maestro di Nobita in Doraemon - Il film: Nobita e le cronache dell'esplorazione della Luna, Doraemon - Il film: Nobita e il nuovo dinosauro, Doraemon - Il film: Nobita e l'Utopia celeste,  Doraemon - Il film: Nobita e la sinfonia della Terra
- Killer Bee in The Last: Naruto the Movie, Boruto: Naruto the Movie
- Bunmei Muroto in Jin-Roh - Uomini e lupi
- Tasuke Jinnouchi in Summer Wars
- Ogon in Doraemon - Il film: Nobita e gli eroi dello spazio
- Shin Kaibara in City Hunter The Movie: Angel Dust

### Serie animate
- Bob in Tazmania
- Gargoyle in L'incredibile Hulk
- Rocksteady in Tartarughe Ninja alla riscossa
- Bora (1ª voce) in Dragon Ball
- Darbula, Signor Borbon e il Re della Terra in Dragon Ball Z
- Killer Croc in The Batman
- Grier in Huntik - Secrets & Seekers
- Kisame Hoshigaki, Choza Akimichi, Hiashi Hyuga, Killer Bee (3ª voce) in Naruto: Shippuden
- Pudding-Pudding, Dori, Jaws, Orso Bartholomew, Doberman, Gairu, Tararan, Disco, Barbanera (4ª voce), Smoker (solo nell'episodio 324), Hody Jones, Barbabruna, Kizaru (episodio 751) e Raizo in One Piece
- Bibi in Il guardiano della foresta - Mushiking
- Sig. Rossi in Spicchi di cielo tra baffi di fumo
- Suzuki in Roba da gatti
- Munakata in éX-Driver
- Capufficio Konoe in Eredi del buio
- Com D-11, Richard in Hellsing
- Grifo in Biocombat
- Tito Makani Jr. in Rocket Power - E la sfida continua...
- Fiorellino in Benvenuti al Wayne
- Conwood Melahau in Re:Zero - Starting Life in Another World
- Narwhal in Animali in mutande
- Pigo in Kulipari: L'esercito delle rane
- Maestro di Nobita (2° voce) in Doraemon
- Sorbet, Darbula del futuro (nel flashback ep. 49) e il capo dei bracconieri in Dragon Ball Super
- Maggiordomo in Pac-Man e le avventure mostruose
- Tempe in Fire Force
- Kona e Dominic Ihre Partouche in Overlord
- Nikolai in Castlevania: Nocturne
- Lord Faulkner in Lupin III - Una storia senza fine
- Edmaris Falmuth e Gunther Strauss in That Time I Got Reincarnated as a Slime
- II Hito "Brava Persona" in CITY the Animation

### Videogiochi
- Raymond "T-Bone" Kenney in Watch Dogs e Watch Dogs 2
- Abaddon e iblis in Primal (2003)
- Kratos in God of War[1], God of War II[2], God of War III[3], God of War: Ascension[4], God of War: Chains of Olympus[5], God of War: Ghost of Sparta[6] e PlayStation All-Stars Battle Royale
- Zeus e Ade in God of War[1]
- Damas in Jak 3[7]
- Voce narrante in 24: The Game (2008)[8]
- Lucifero in Dante's Inferno[9]
- Hans Tiedemann in Dead Space 2[10]
- Vulgrim in Darksiders[11] e Darksiders II[12]
- Basileus in Darksiders II[12]
- Leontius in Ryse: Son of Rome
- Silvio Barbarigo in Assassin's Creed II[13]
- Toussaint Roussillon in Assassin's Creed III: Liberation (2012)[14]
- Giovanni Borgia in Assassin's Creed: Brotherhood[15]
- Shahkulu e Selim I in Assassin's Creed: Revelations[16]
- E-123 Omega in Mario & Sonic ai Giochi Olimpici Invernali di Sochi 2014, Mario & Sonic ai Giochi Olimpici di Rio 2016 , Sonic Forces e Sonic X Shadow Generations[17]
- Taharqa in Assassin's Creed: Origins[18]
- Dott. Emil Hartman in Alan Wake[19]
- Charles Milton Porter nel DLC Minerva's Den di BioShock 2[20]
- Dott. Yi Suchong nel DLC di BioShock Infinite [21]
- Amm. Harper e annunciatore multiplayer in Halo 2[22]
- Presidente di Novalis e guardia del corpo in Ratchet & Clank
- Dott. Bladder, Lo Sconosciuto, Motociclista, Ipnotizzatore in Ratchet & Clank: Fuoco a volontà
- Chawan e Roper Klacks in Dreamfall: The Longest Journey[23]
- Dottor Yi Suchong in BioShock[24], BioShock Infinite: Burial at Sea
- Generale Ourumov in GoldenEye 007[25]
- Derek C. Simmons in Resident Evil 6
- Don Barrese in Il padrino
- Dott. Rosenthal in Crysis[26]
- Dott. Aiden Krone in TimeShift
- Amm. Steven Hackett in Mass Effect e Mass Effect 2
- Zaeed Massani in Mass Effect 2 e Mass Effect 3
- Capitan Pud in Little Big Planet 3 (2014)[27]
- Gen. Eckhardt, Le Crochet in The Saboteur
- Gargoyle, Karl Sturngard e il Drago in MediEvil Resurrection
- Khelben Blackstaff in Forgotten Realms: Demon Stone[28]
- Philip Clyde in Army of Two[29]
- Colonnello Marshall in Call of Duty: Modern Warfare 2[30]
- Alden Tate in Infamous[31]
- Bradley in Homefront[32]
- Conduit di Ghiaccio alleato, soldati Conduit di Ghiaccio in Infamous 2
- Scolar Visari in Killzone 3[33]
- William Taggart in Deus Ex: Human Revolution[34]
- Burt ne I pinguini di Madagascar: Il ritorno del dottor Blowhole[35]
- Nemeroth in Warhammer 40.000: Space Marine[36]
- Hugo Strange in Batman: Arkham City,[37] LEGO DC Super-Villains[38]
- Ordine di San Dumas in Batman: Arkham Knight
- Jake in The Getaway[39]
- Anton Sokolov in Dishonored[40] e Dishonored 2[41]
- Capoincursione e Capo dei Defias in Hearthstone[42]
- Genn Mantogrigio in World of Warcraft e Heroes of the Storm[43]
- Generale Spencer Mahad in Dead Space 3[44]
- Generale Knoxx in Borderlands[45], Borderlands: The Pre-Sequel[46]
- Corki in League of Legends
- Comandante Zavala e Oryx in Destiny 2[47]
- Leonida (2° voce), Il Mercante e Lago in Assassin's Creed: Odyssey[48]
- Frank Pagani in Mafia III
- Ammiraglio in Monster Hunter: World e Monster Hunter World: Iceborne
- Giulio Cesare in Asterix & Obelix XXL 3: The Crystal Menhir[49]
- Christopher Samuels in Alien: Isolation[50]
- Allen Brandford e professor Dickinson in Art of Murder - FBI: La crudele arte dell'omicidio[51]
- Rousillon in Assassin's Creed III: Liberation[52]
- El Tiburón e Kenneth Abraham in Assassin's Creed IV: Black Flag[53]
- Thompson e Nestore in Le avventure di Tintin - Il segreto dell'Unicorno[54]
- Walter in Beyond: Due anime[55]
- L'interrogatore in Black[56]
- Swamp Thing in Injustice 2 (2017)[57]
- Richard Nixon in Call of Duty: Black Ops[58]
- Voce Asse in Call of Duty: World War II[59]
- Ray McCall in Call of Juarez: Bound in Blood[60]
- Dottor Gregor Zelinsky in Command & Conquer: Red Alert 3[61]
- Jimmy l'Acino/Dottor James in The Darkness II[62]
- Boscaiolo in Daxter[63]
- Jim Miller in Deus Ex: Mankind Divided[64]
- Dottor Allen Camdem e Cenk in Dying Light[65]
- Dedalo in Fable - The Lost Chapters[66]
- Saker in Fable III[67]
- Leonard in Far Cry 3[68]
- Viktor Skobel in The Getaway: Black Monday[69]
- Ermac e Triborg in Mortal Kombat X[70]
- Geras in Mortal Kombat 11,[71] Mortal Kombat 1[70]
- Conte Dooku in Star Wars: Battlefront II,[72] LEGO Star Wars: La saga degli Skywalker[73]
- Re stregone ne La Terra di Mezzo: L'ombra della guerra[74]
- Ammiraglio in Monster Hunter: World[75]
- Ganthet in LEGO DC Super-Villains[38]
- Imperatore Nefarious in Ratchet & Clank: Rift Apart[76]
- Capitano Peavey in LEGO Star Wars: La saga degli Skywalker[73]
- Dottor Dmitriy Sergeevich Sechenov in Atomic Heart[77]
- Byron Rosfield, primo ministro dhamelkhiano e cardinale del sud in Final Fantasy XVI[78]
- Michail Gorbačëv e Gabriel Armato in Call of Duty: Black Ops 6 (2024)[79]
- Fabius in Monster Hunter Wilds[80]